# 楊天真
楊天真（1985年1月25日—），本名楊思維，壹心娛樂联合創始人、现任董事长兼CEO，Plusmall大碼時尚女裝品牌主理人。

## 生平
杨天真出生于江西南昌，父亲是列车员，母亲是初中英语老师。高中就读南昌二中，任南昌二中学生会主席和南昌學聯主席，原獲保送北京大學名額，因高三下学期复查高二生物会考成绩为C，不符合全A要求，失去保送资格。2002年考入中國傳媒大學導演系，大学期間曾任影視藝術學院學生會主席。
2005年底，大四的楊天真通過短信向王京花毛遂自薦，進入橙天娛樂，開始宣傳工作，曾先後任左小青、孔維、佟大為、宋佳、夏雨等演員宣傳。2007年，杨天真负责孔维宣传期间，孔维与范冰冰共同出席活动，恰逢孔维生日及其主演电影即将上映，杨天真为孔维策划了现场生日环节，吸引媒体聚焦孔维，手段获得范冰冰青睞。同年，范冰冰成立个人工作室，隔年挖角杨天真。2008-2014年，杨天真擔任范冰冰工作室宣傳總監。
2014年，楊天真自立門戶，與陸垚、陳潔共同創立壹心娛樂，翌年因与回到中国发展的鹿晗签约声名大噪。2018-2020年，杨天真兼职攻讀北京大學EMBA。期间原计划海外留学，但因2020年初疫情爆发作罢。
2019年，杨天真推出紀錄壹心娛樂的真人秀《我和我的经纪人》，此後活躍於幕前，參與多檔綜藝節目。2020年6月1日，宣布告別经纪人业务，进入直播赛道，并创办大码女装品牌Plusmall。2024年，推出播客《天真不天真》，同年擔任《乘風2024》評審。
2023年，杨天真获南加州大学马歇尔商学院一年制公共政策硕士录取，延期一年入学后，于2025年5月赴美留学。

## 争议

### 切胃争议
2020年8月，杨天真在《女人三十加》节目中谈到，妈妈嘱咐她“不要为工作牺牲身体”，而她反问“为什么不？如果我只活30年，每天都活得很精彩，我也很好！”引发其对于为工作牺牲身体的价值观讨论。随后，杨天真宣布进行切胃手术，但强调主要目的不是为了减肥，而是降低血糖，治疗糖尿病。她在微博称：“我选择、我牺牲、我承受。这是生命里流淌着的孤勇与偏执，不以此要求任何其他人，也不建议模仿。希望大家拥有健康平安的人生。”8月12日，杨天真通过手术切除五分之四的胃后，在微博发文报平安：“手术顺利结束，报个平安，麻药劲儿过去了。来工作一下，感谢大家对我的关怀和建议，对于我这样只思考人生目标和解决方案的人来说，唯有前进和求索，理性有时候近乎对冷酷，对自己尤其如此”。

## 著作
《把自己当回事儿》，2022，北京联合出版公司，ISBN 9787559651211
《通透》，2023，湖南文艺出版社，ISBN 9787572602603
《去遇见》，2024，太白文艺出版社，ISBN 9787551326216